# Шарлін де Карвалью-Гейнекен
Шарлін де Карвальо-Гейнекен (30 червня 1954, Амстердам) — нідерландська бізнесвумен-мільярдерка, власниця 25 % контрольного пакета акцій другої за величиною пивоварної компанії у світі Heineken NV. Вона є найбагатшою людиною в Нідерландах, її статки станом на травень 2021 року становлять $16,7 мільярда доларів США станом на травень 2021 року, згідно зі списком мільярдерів Forbes.

## Раннє життя
Шарлін Гайнекен народилася 30 червня 1954 року в родині голландського промисловця Фредді Гайнекена та американки Люсіль Каммінс, яка походила з сім'ї винокурів бурбонського віскі зі штату Кентуккі. Вона здобула освіту в Рейнландському ліцеї Вассенаар, після чого здобула юридичну освіту в Лейденському університеті.

## Кар'єра
Де Карвалью-Гейнекен належить 25 % контрольного пакета акцій голландської пивоварної компанії Heineken, в якій вона також є виконавчим директором.
Її ім'ям названа премія Heineken у галузі когнітивних наук, що вручається двічі на рік.

## Особисте життя
Шарлін де Карвалью-Гейнекен одружена з Мішелем де Карвальо, фінансистом і директором Citigroup, з яким познайомилася під час гірськолижного відпочинку в Санкт-Моріці, Швейцарія. Він відомий тим, що в підлітковому віці зіграв нещасливого слугу Т. Е. Лоуренса Фарраджа в класичному фільмі «Лоуренс Аравійський» 1962 року, і зараз він є членом наглядової ради Heineken NV. Вони живуть у Лондоні з п'ятьма дітьми.
Після смерті батька у 2002 році вона успадкувала близько 3 мільярдів фунтів стерлінгів, що робить її найбагатшою людиною з голландським громадянством. У 2019 році рейтинг найбагатших людей Великої Британії від Sunday Times Rich List назвав її найбагатшою жінкою і 7-ю в загальному списку з оцінкою статків у 12 мільярдів фунтів стерлінгів.